# البريكة (محافظة العلا)
البريكة، قرية من قرى محافظة العلا، والتابعة لمنطقة المدينة المنورة في السعودية. تقع في شمال المدينة المنورة، وتبعد عنها بمسافة تقارب 423 كيلو متر، وعن العلا بمسافة تقارب 124 كيلو متر.

## مركز البريكة
مركز البريكة: هو من مراكز فئة (ب)
الموقعيقع المركز في الجزء الشمالي من محافظة العلا.
المساحةتبلغ مساحته (2,236كم2)، وتمثل 7,64% من مساحة المحافظة، ويأتي في المرتبة الخامسة
السكانيبلغ تعداد السكان (848) نسمة، ويأتي في المرتبة الثالثة عشرة.
بعد المركز عن المحافظةيقع المركز على بعد (90كم) من المحافظة، والطريق المؤدي إليها ترابي، ويعتبر المركز في المرتبة السادسة من حيث القرب من مقر المحافظة.